# عمالة (تقسيم إداري)

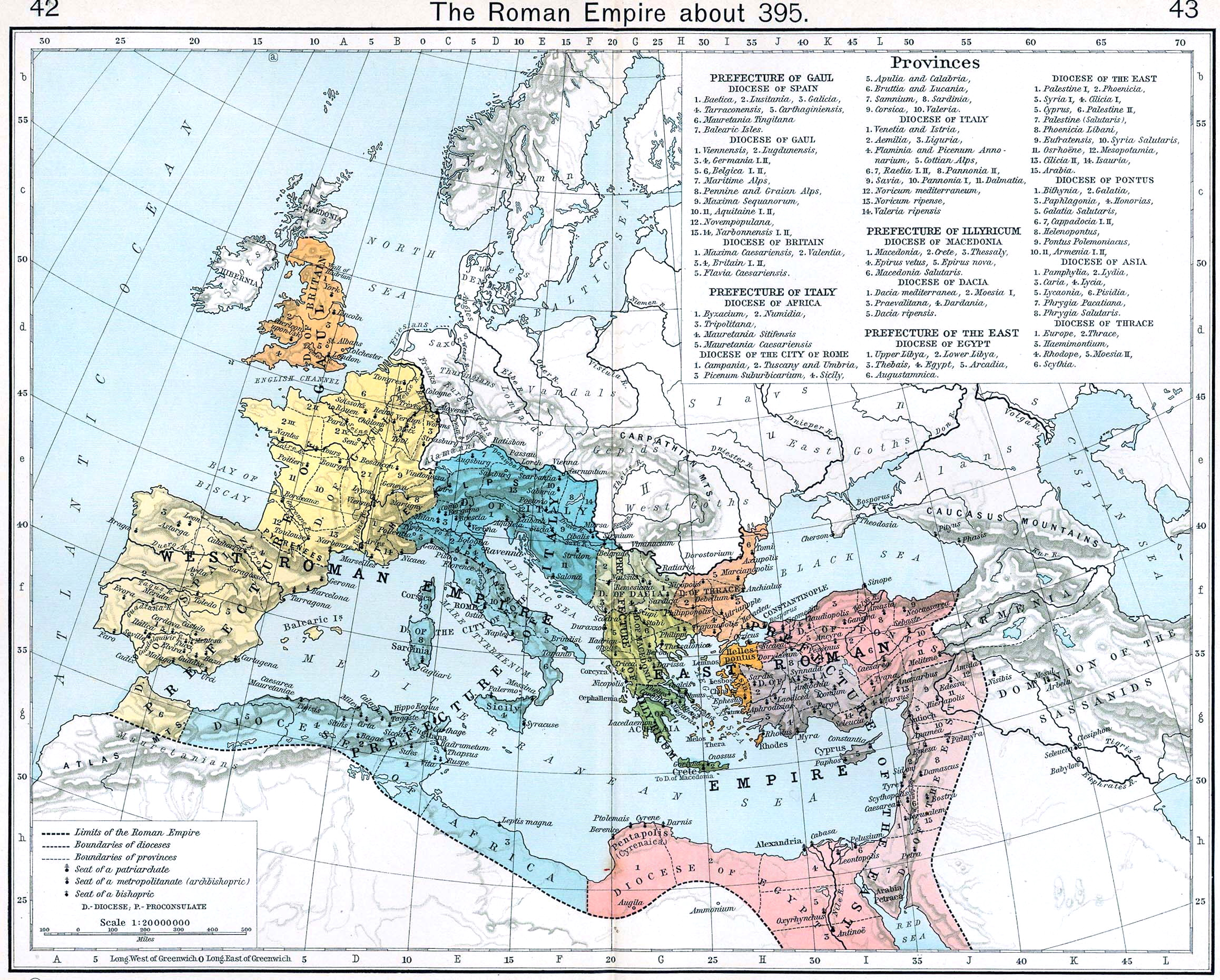

عمالة (تجمع على عمالات) هي إحدى التقسيمات الإدارية في بعض الدول وغالبا ما تكون في المستوى الثاني أو الثالث من التقسيم، ومثلا على ذلك عمالة وجدة أنكاد وهي إحدى عمالات المغرب من أصل 13.